# Мартин Монтоя
Мартин Монтоя Торалбо (на испански: Martín Montoya Torralbo) е испански професионален футболист, който играе като десен бек за клуба Арис (Солун) от Суперлигата Гърция.
Роден е на 14 април 1991 г. в Гава, Барселона, Каталония.
Монтоя започва да играе в родния си клуб Гава. След това на 9 години се мести в школата на Барса – Ла Масия.
След като напредва в редиците той е повишен в Б отбора през 2009 г. На 26 февруари 2011 г. Мартин прави първия си официален дебют за първия отбор след като заменя Адриано Корея в последните 5 минути когато каталунците печелят с 3:0 срещу Майорка.